# Сражение при Бэр-По
Сражение при Бэр-По (англ. Battle of the Bears Paw, Battle of the Bears Paw Mountains) — последнее сражение войны не-персе и завершение эпического 1800-километрового преследования индейского племени не-персе, не желавшего жить в резервации, армией США. Часть не-персе сумели уйти в Канаду, но вождь Джозеф с большей частью племени был вынужден сдаться генералу Ховарду и полковнику Майлзу. Сегодня поле боя является частью Национального исторического парка не-персе.

## Предыстория
В июне 1877 года несколько племён не-персе, не желая переселяться из родных мест в крошечную резервацию, а также опасаясь мести за набеги на белых фермеров, отправились в путь на Великие Равнины. Не-персе наивно полагали, что, перевалив через горные хребты или отбив очередную атаку американской армии, они смогут найти себе новый безопасный дом. Пройдя с боями по территории четырёх штатов − Орегон, Айдахо, Вайоминг и Монтана, перевалив через Скалистые горы и не найдя союзников среди индейцев, они поняли, что спасение можно найти только в Канаде, присоединившись к племени лакота Сидящего Быка. Выйдя из Национального парка Йеллоустоун и в очередной раз, обманув ожидавшую их американскую армию, они двинулись на север в Канаду.
К концу сентября около 800 не-персе, включая 200 воинов, прошли более 1600 километров и отбили не только все атаки армии США, но и само желание американцев бросаться в атаки. В последней стычке 13 сентября не-персе отбили не слишком решительную попытку полковника Стургиса перехватить их в узких расщелинах Каньон Крик. Но разведчики индейцев кроу и баннок захватили 400 лошадей не-персе, что замедлило их движение. Впрочем индейцы не отдали свою добычу и американцам.
Встретившись с полковником Стургисом уже после стычки, генерал Ховард продолжил преследование не-персе в северном направлении.
12 сентября Ховард отправил послание полковнику Майлзу в форт Кеог с просьбой о помощи. 17 сентября Майлз получил это послание и ответил, что он выйдет наперерез и попытается перехватить не-персе. Грядущий союз не-персе и лакота был для американцев крайне нежелательным вариантом. Полагая, что скорость уставших индейцев определяется скоростью их преследователей, Ховард замедлил своё движение, чтобы дать время Майлзу. Хитрость удалась. Истощенные длительным путешествием индейцы также остановились, полагая, что находятся на безопасном расстоянии от Ховарда и не подозревая о приближении войск Майлза.
На пути от Каньон Крик не-персе ограбили несколько ранчо в поисках еды и лошадей и предположительно убили одного пастуха.
Стойкость не-персе возбудила симпатии среди части американцев, и даже армии. После последнего столкновения американский военный хирург сказал: «я уже преклоняюсь перед мужеством и стойкостью, которую они проявляют, сражаясь с таким количеством врагов». Тем не менее, внешне проявляя симпатию к не-персе, командующие армией Шерман и Шеридан решили примерно наказать не-персе, дабы отбить у других индейцев всякое желание бунтовать против власти США.

## Коровий остров
23 сентября не-персе пересекли Миссури около высадки на Коровьем острове. В конце года, в период низкой воды пароходы, идущие вверх, выгружали здесь грузы для форта Бентон. Команда из 12 солдат охраняла склад грузов для последующей перевозки на фургонах в форт.
При подходе не-персе солдаты и двое гражданских укрылись в лагере за небольшой земляной дамбой. После пересечения реки рядом с островом не-персе поднялись по Коу Крик на две мили и разбили лагерь. Небольшая делегация индейцев подошла к солдатам и попросила еды со склада. Получив только символическое угощение беконом и галетами, не-персе дождались темноты, вдавили солдат в землю огнём с окружающих возвышенностей и под покровом темноты ограбили и подожгли склад. Во время перестрелки двое гражданских были ранены.
Следующим утром индейцы ушли. Не-персе были всего в 140 километрах от канадской границы. Солдаты отправили сообщение об этом полковнику Майлзу.
Двигаясь от острова, не-персе встретили караван фургонов с припасами, который они также ограбили и сожгли. Они пресекли попытку 50 солдат и добровольцев преследовать их. В ходе рейдов на Коу Крик не-персе убили 5 человек и разграбили или уничтожили не менее 85 тонн военных припасов. Однако, хотя они добыли много провизии, они потеряли на этом один день и этот лишний день стал «хорошей иллюстрацией разницы между успехом и горьким поражением.»

## Кризис лидерства
Не-персе никогда на всём своём пути не имели единого лидера. Зеркало был главным военным вождём и стратегом, а Джозеф отвечал за ведение дел в индейском лагере. Англоязычный франко-индейский метис Покер Джо или Тощий Лось стал популярным как проводник и переводчик по ходу путешествия. Покер Джо имел, вероятно, более ясное понимание
решимости армии США догнать и разгромить не-персе, чем другие лидеры.
После успешных рейдов, оставив войска Ховарда далеко позади, Зеркало предложил двигаться медленно, чтобы уставшие люди и лошади могли отдохнуть. Покер требовал двигаться быстрее. Разногласия достигли пика на совете 24 сентября. Покер уступил Зеркалу, но сказал: «Ты, Зеркало, главный. Я пытаюсь спасти людей и уйти в Канаду, пока солдаты не нашли нас. Командуй, но я думаю, что нас поймают и всех убьют.» Зеркало принял на себя руководство, и следующие 4 дня не-персе двигались в Канаду небольшими переходами. Они внимательно следили за движением Ховарда на юге, но не знали, что Майлз быстро приближается с юго-востока.

## Майлз находит не-персе
Полковник Майлз отправился в путь из своего форта 18 сентября во главе 520 солдат, вспомогательного персонала, и индейских разведчиков, в основном шайеннов, но также и лакота. Некоторые из индейских разведчиков сражались против генерала Кастера в битве при Литл-Бигхорне и всего 15 месяцев назад нанесли американцам поражение. Впоследствии Сидящий Бык ушёл в Канаду, но часть лакота решили сдаться Майлзу.
Майлз ответственно отнёсся к поставленной задаче и предельно быстро двигался на северо-запад. Первоначально он надеялся перехватить не-персе на Миссури, двигаясь по её южному берегу. 25 сентября Майлз получил сообщение, что не-персе перешли реку и двинулись на север. Тогда он тоже пересёк реку и двинулся на север. Майлз приложил максимум усилий, чтобы скрыть своё присутствие от не-персе, двигаясь параллельным курсом.
29 сентября выпало несколько сантиметров снега. В этот день шайенны Майлза нашли след не-персе, и небольшой отряд солдат и разведчиков вступил с ними в перестрелку. Следующим утром шайенны нашли лагерь не-персе к северу от гор Бэр-По. Майлз бросился туда.
В тот же день разведчики не-персе сообщили вождям о большом отряде на востоке. Большинство вождей хотело быстро двинуться в Канаду, но Зеркало отказался. Он сказал, что эти люди должны быть индейцами, поскольку некоторые племена охотились в этой местности. Поэтому не-персе разбили лагерь всего в 70 километрах от Канады и следующим утром, 30 сентября, не спеша, собирались продолжить путешествие.

## Сражение

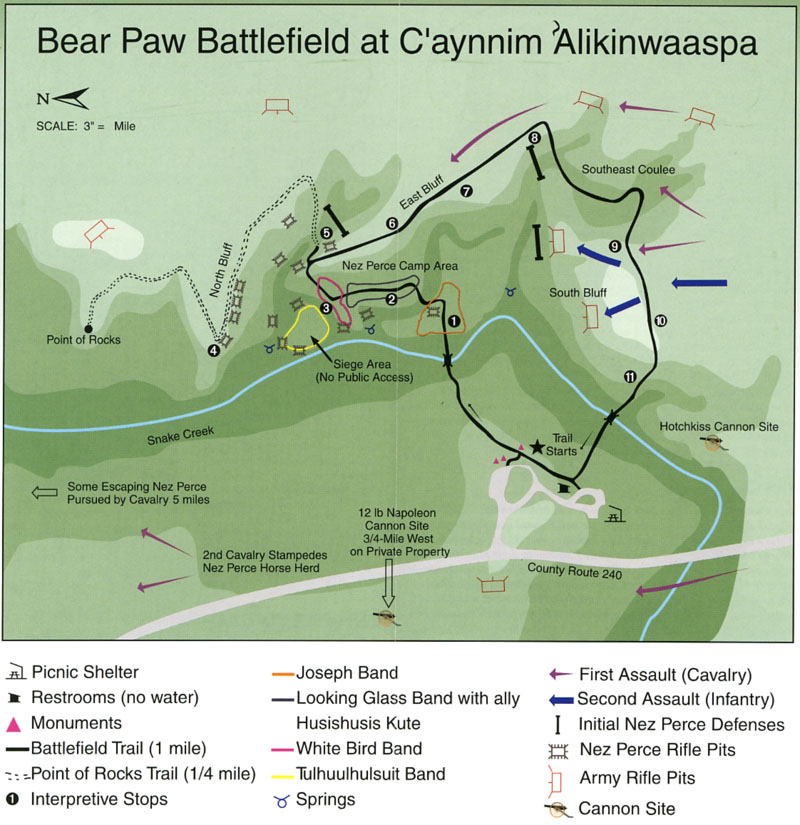
Карта поля битвы при Бэр-По

Опасаясь упустить индейцев, Майлз спешил атаковать лагерь не-персе. В 9 часов ещё в 10 километрах, он развернул и пустил рысью свою кавалерию. 30 шайеннов и лакота шли впереди, а за ними 2-й батальон из 160 кавалеристов, который должен был атаковать лагерь. 7-й батальон из 110 кавалеристов следовал за 2-м и должен был атаковать следующей волной. 5-й пехотный батальон (на лошадях) из 145 солдат шёл в резерве с лёгкими пушками Гочкиса и обозом. Майлз находился в 7-м батальоне.
Майлз следовал проверенной и успешной тактике армии США против индейцев Великих равнин − атаковать индейский лагерь неожиданно утром и «деморализовать всех обитателей лагеря — мужчин, женщин и детей — прежде чем они начнут оказывать сопротивление». Однако время уже было не раннее и разведчики предупредили не-персе за несколько минут до атаки. Индейцы были разбросаны в окрестностях, некоторые собирали табуны лошадей, некоторые паковали вещи в лагере. Часть мужчин быстро собрались, чтобы защищать лагерь, а примерно 50 — 60 воинов и многие женщины и дети бросились из лагеря, чтобы спастись в Канаде.
План Майлза быстро провалился. Вместо атаки на лагерь индейцы-разведчики бросились к табуну лошадей, и 2-й батальон во главе с капитаном Тайлером последовал за ними. Шайенны и Тайлер захватили большую часть лошадей не-персе и отрезали от лагеря около 70 человек, включая вождя Джозефа, женщин и детей. Джозеф велел своей 14-летней дочери поймать лошадь и скакать с остальными в Канаду. Затем, без оружия, Джозеф вскочил на коня и сквозь кольцо солдат прорвался назад в лагерь. Несколько пуль порвали его одежду и ранили лошадь.
Поворот Тайлера к лошадям вывел его из цепи атакующих солдат и основной битвы. Он отправил один отряд преследовать индейцев убегающих в Канаду. Отряд преследовал индейцев около 8 километров, но повернул назад, когда индейцы организовали контратаку. Когда женщины и дети оказались вне досягаемости солдат, некоторые воины вернулись, чтобы присоединиться к главным силам.
Пока шайенны, Тайлер и 2-й батальон занимались лошадьми, 7-й батальон под руководством капитана Хейла попытался осуществить план быстрой атаки Майлза. Когда кавалеристы приблизились к лагерю, из небольшого оврага неожиданно появился отряд не-персе и открыл огонь, убив и ранив нескольких солдат. Кавалеристы повернули назад. Майлз приказал 7-му батальону спешиться и привести на линию огня пехоту. Один отряд оказался отрезан от основных сил и понёс потери. К 3 часам дня Майлз организовал все свои силы на поле боя и занял более высокие позиции. Не-персе были окружены и потеряли всех своих лошадей. Майл предпринял атаку позиций индейцев силами 7-го кавалерийского батальона и пехоты, но эта атака была отбита с тяжёлыми потерями.
К ночи 30 сентября потери американцев составили 18 убитых и 48 раненых, включая двух раненых индейских разведчиков. Наибольшие потери, 16 убитых и 29 раненых, понёс 7-й батальон. У не-персе было 22 убитых, включая трёх вождей − брата Джозефа Оллокота, Тухулхулзоте и Покера Джо, последний был убит стрелком не-персе, который принял его за шайенна. Также у не-персе были убиты несколько женщин и детей.
Майлз впоследствии сказал: «Это сражение было наиболее ожесточённым из всех столкновений с индейцами, какие я когда-либо видел… не-персе показали военное искусство, не превзойдённое в истории индейских войн.»

## Осада
Холодной и снежной ночью после сражения не-персе и американцы укрепляли свои позиции. Некоторые не-персе прокрались между боевыми порядками, чтобы собрать патроны убитых и раненых солдат. Не-персе выкопали обширные и глубокие убежища для женщин и детей и стрелковые ячейки для воинов, перекрыв все подходы к лагерю, который представлял собой квадрат со стороной 220 метров. Оборону держали около 100 воинов, каждый имел три ружья, включая магазинную винтовку. По словам одного из солдат «атаковать их было бы безумием».
Главный страх Майлза — и величайшая надежда не-персе — состояли в том, что Сидящий Бык мог послать своих воинов из Канады на выручку не-персе. Следующим утром солдатам показалось, что они увидели конные колонны индейцев, но оказалось, что это стада бизонов. Вождю Зеркало во время осады показалось, что он увидел индейцев лакота. Он высунулся из укрытия, чтобы разглядеть получше, и был мгновенно убит снайпером.
Вероятно, разведчики шайеннов инициировали переговоры. Когда делегация индейцев во главе с Джозефом явилась к Майлзу, было объявлено перемирие. Не-персе и американцы собирали своих убитых. Когда переговоры закончились неудачей, Майлз взял Джозефа в заложники. Жёлтый Волк говорил, что «Джозефу опутали руки и ноги» и завернули его в одеяло. Однако не-персе нашли ответ на вероломство Майлза. Молодой лейтенант Джером Ловелл «по собственной глупости» забрёл во время перемирия в лагерь не-персе. Не-персе взяли лейтенанта в заложники и на следующий день обменяли на Джозефа.
3 октября солдаты открыли огонь из 12-фунтовой гаубицы. Это не нанесло существенного ущерба закопавшимся не-персе, хотя одна женщина и маленькая девочка были убиты снарядом, попавшим точно в их яму. Вечером 4 октября на поле боя появился Ховард. (За неспешность индейцы прозвали его «генерал Послезавтра».) Ховард разрешил Майлзу сохранить тактический контроль над осадой.
Относительно вопроса о сдаче мнения не-персе разделились. Джозеф хотел сдаться, но вождь Белая Птица выступал за прорыв окружения и бегство в Канаду. Впоследствии Джозеф говорил: «Мы могли бы бежать, если бы оставили наших раненых, стариков и детей. Но не хотели делать это. Мы не слышали ни об одном раненом индейце, который выжил бы в руках белых.»

## Капитуляция

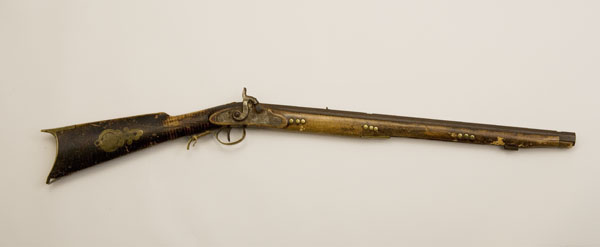
Охотничья винтовка Джозефа, которую он подарил индейскому сельхозучилищу Чилокко и 1885 году.

Ховард предложил Капитану Джону и Старому Джорджу, двум, сопровождавшим его индейцам не-персе, склонить Джозефа к сдаче. У обоих индейцев были дочери среди осаждённых не-персе. Утром 5 октября в 8 часов огонь был прекращён и два индейца прошли в лагерь обороняющихся. Они обещали, что ни один индеец не будет казнён, всем дадут одеяла и еду и вернут в резервацию в Айдахо. Джозеф предложил капитулировать на этих условиях, и Белая Птица согласился. Два индейца вернулись к Ховарду с устным посланием от Джозефа, которое переводится так:
"Скажите генералу Ховарду, что у него есть сердце. То, что он мне сказал, я сохранил в своём сердце. Я устал от войны. Наши вожди убиты. Зеркало мёртв. Тухулхулзоте мёртв. Все старики умерли. Только молодые могут сказать да или нет. Вождь молодых, Оллокот, мёртв. Очень холодно и у нас нет одеял. Маленькие дети замерзают насмерть. Наши люди, которые убежали в холмы, не имеют ни еды ни одеял. Никто не знает, что с ними. Наверно они замёрзли и умерли. Я хочу найти моих детей и посмотреть, сколько их осталось. Возможно, я найду их среди мёртвых. Слушайте меня, вожди. Я устал, моё сердце болит и горюет. Отныне я никогда больше не буду воевать."
Это послание Джозефа часто цитируется как одна из выдающихся речей. Артур Чепман, переводчик послания Джозефа, был тем, кто открыл огонь по переговорщикам не-персе перед сражением в Каньоне Белой Птицы почти четырьмя месяцами раньше, возможно, начав войну, которой можно было избежать.
Джозеф и несколько не-персе затем встретились с Ховардом, Майлзом и Чепманом между боевыми порядками. Джозеф отметил, что он сдаётся только со своим племенем, а другие будут принимать решение сами. Позднее он говорил, что генерал Майлз сказал ему просто и прямо: «если вы выйдете и сложите оружие, я сохраню вам жизнь и отправлю вас в вашу резервацию». В 11 часов переговоры завершились и Джозеф вернулся к себе. После полудня Джозеф появился для формальной капитуляции на чёрном пони в сопровождении пеших воинов. По свидетельству очевидца серая шерстяная накидка Джозефа имела четыре или пять пулевых отверстий, его лоб и запястье также были поцарапаны пулями. Джозеф спешился и хотел отдать генералу Ховарду свою винтовку Винчестера. Ховард показал ему, что винтовку надо отдать Майлзу. Затем солдаты сопроводили его в тыл. Более всего Джозеф был опечален неизвестной судьбой своей дочери, с которой он расстался в самом начале сражения.

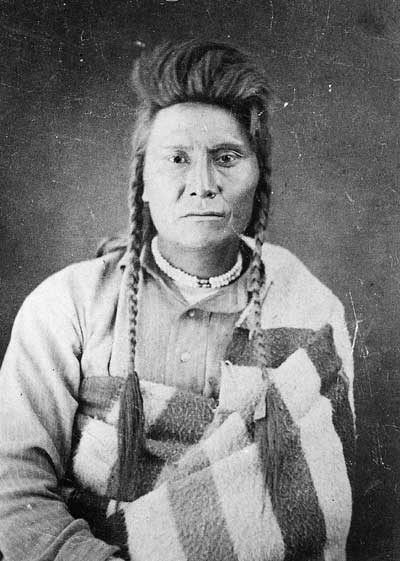
Фотография вождя Джозефа через три недели после капитуляции.

После сдачи Джозефа не-персе стали вылезать из своих огневых ячеек и сдавать винтовки солдатам. Однако Белая Птица и примерно 50 его последователей просочились через боевые порядки и ушли в Канаду, присоединившись к не-персе, которые ушли туда раньше по ходу сражения и осады. Генерал Ховард счёл бегство Белой Птицы нарушением условий капитуляции. Но Жёлтый Волк впоследствии заметил, что «условия капитуляции были для тех, кто не хотел больше воевать. Джозеф договаривался только от их лица».
Всего сдались 431 человек, включая 79 мужчин, 178 женщин и 174 ребёнка. Сколько не-персе ушло в Канаду точно неизвестно, но предполагается, что их было 233, включая 140 мужчин и мальчиков и 93 женщины и девочки вместе с дочерью Джозефа. 45 были пойманы по пути в Канаду и от 5 до 34 были убиты ассинибойнами и гровантрами, которым Майлз велел «сражаться» со всеми убежавшими не-персе. Но индейцы кри, наоборот, помогли многим не-персе. Не-персе, достигшие Канады, были гостеприимно приняты Сидящим Быком, но по сообщениям канадских властей были в крайне плачевном состоянии.
Солдаты в сражении захватили 1531 лошадь. Шайенны и лакота взяли за службу 300 лошадей. По приказу Майлза 700 лошадей должны были вернуть не-персе следующей весной, но этого никогда не случилось. Большая часть другого имущества не-персе сгорела при пожаре склада в форте Кеог.

## Последствия
Не-персе совершили с боями эпический переход длиной более 1800 километров через 4 штата и были остановлены менее чем в 70 километрах от канадской границы. Война Джозефа произвела впечатление на всю американскую нацию. Ховард и Майлз с уважением отзывались о не-персе и даже генерал Шерман оценил их боевые качества и относительно небольшое количество жестокостей с их стороны. Полковник Майлз обещал Джозефу, что его народ вернётся в резервацию на родине, но генерал Шерман решил иначе. Не-персе отправили в Канзас и индейские территории Оклахомы невзирая на протесты Ховарда и Майлза. Жизнь в непривычном климате уменьшила численность индейцев. Только в 1885 году не-персе разрешили вернуться в резервацию на северо-западе США в штате Вашингтон, в местности близкой их родным местам, но Джозефу запретили жить на родине в Орегоне.
Джозеф был красноречивым защитником своего народа. Его хорошо знали и уважали бывшие противники из армии США и американская публика. Он умер 21 сентября 1904 года в резервации Колвилл, штат Вашингтон.